# Castilleja de Guzmán
Castilleja de Guzmán település Spanyolországban, Sevilla tartományban. Castilleja de Guzmán Camas és Valencina de la Concepción községekkel határos. Lakosainak száma 2863 fő (2024).

## Népesség
A település népessége az elmúlt években az alábbi módon változott:
| Lakosok száma | 1694 | 2272 | 2627 | 2744 | 2829 | 2871 | 2835 | 2821 | 2866 | 2863 |
|               | 2001 | 2004 | 2007 | 2009 | 2012 | 2014 | 2017 | 2019 | 2022 | 2024 |